# 千吉良恵子
千吉良 恵子（ちぎら けいこ、1964年  - ）は、日本のヘアメイクアーティスト、著作家。

## 来歴
群馬県桐生市出身。1987年に美容専門学校を卒業。美容師として働いていたが、結婚を機に24歳でヘアメイクに転身。ヘアメイク事務所「ラ・ドンナ（LA DONNA）」に入社。ラ・ドンナに20年間所属したのち、2012年11月1日に自身の事務所“cheek one”を設立。
女性雑誌のビューティー、ファッションページ、広告撮影などで活動し、数多くの女優やモデルのヘアメイクを手掛ける。また、講演や化粧品関連のアドバイザーも務める。『千吉良恵子の可能力メイク』『千吉良恵子の効くメイク』他、著書もある。
『VoCE』や『MAQUIA』など、数多くのビューティー誌に創刊から関わっている。
憧れの人物には、「ラ・ドンナ」を経営するヘアメイクアップアーティストの藤原美智子を挙げている。

## 特徴
「自然派メイク」を得意とすると称されることが多い。ナチュラルでありながらも、その人の魅力を引き出すことに定評がある。特に、肌の透明感を大切にし、ベースメイクを丁寧に仕上げるのが特徴。
本人は肌が弱く、ポイントメイクやファンデーションもほとんど塗ることができない体質だが、自分の顔で一度試してからモデルにメイクをすることができない分、頭でシミュレーションをしたものをモデルにメイクをするため、あまり保守的にならず自由な発想でメイクをするスタイルが確立し、女性の視点を持ちつつもベーシックになりすぎない“千吉良恵子らしいメイク”が生まれていると自己分析している。

## 出演

### 著書
- 『絶対キレイになるメイク―Making happy』(2002年、成美堂出版)
- 『千吉良恵子の可能力メイク』（2008年、ワニブックス）
- 『美人力を引き出す 千吉良恵子の効くメイク』（2010年、アスコム）
- 『千吉良恵子×MAQUIA 大人のためのブラシメイクBOOK』(2017年、集英社、監修)
- 『メイクのヒント 毎日可愛くなれる』（2018年、講談社）

### 出演
- 『BEAUTY THE BIBLE』シーズン2エピソード2「わたし的ベストコスメ 2020【メイク】」[9]